# Bill Goldberg
William Scott "Bill" Goldberg (sinh ngày 27 tháng 12 năm 1966) là một đô vật chuyên nghiệp , cựu cầu thủ bóng bầu dục, từng là bình luận viên và là diễn viên.Đang kí hợp đồng với WWE nơi anh thi đấu trên thương hiệu RAW với tên Bill Goldberg. Anh được biết đến khi anh xuất hiện ở World Championship Wrestling (WCW) vào giữa năm 1997 và 2001; và ở World Wrestling Entertainment (WWE) giữa năm 2003 và 2004. Anh từng là World Heavyweight Champion ở WWE và từng giành được nhiều danh hiệu ở WCW.

## Mối thù hiện tại
Bill Goldberg hiện đang có thù oán với nhà vô địch WWE Heavyweight Championship, Bobby Lashley và quản lý của họ, MVP khi anh muốn tranh đai tại SummerSlam 2021.

## Đòn kết liễu
- Spear (Đòn kết liễu)
- Jackhammer (Đòn kết liễu)
- Pumphandle Suplex
- Neck Lock SuplexÇ
- Swinging Neckbreaker
- Gorilla Press Slam
- Gorilla Press Powerslam
- Body Slam
- Cross Armbreaker
- Front Powerslam

## Biệt danh
- NGƯỜI KHỔNG LỒ WWE